# The Emerald Express
The Emerald Express war eine britische Streichergruppe, die in den frühen 1980er Jahren gemeinsam mit der Band Dexys Midnight Runners aktiv war und mit diesen den internationalen Hit Come On Eileen einspielten. Sie bestand aus Helen O’Hara (von den The Blue Ox Babes), Steve Brennan und Roger MacDuff.

## Geschichte
The Emerald Express gründete sich 1982 aus der Streicherin Helen O’Hara, die Teil des von Kevin Archer gegründeten Zweitprojekts The Blue Ox Babes war, Steve Brennan und Roger MacDuff. Sie stießen im selben Jahr zu der von Kevin Rowland und Archer gegründeten und geleiteten Band Dexys Midnight Runners. Gemeinsam spielten sie das Album Too-Rye-Ay ein, aus dem 1983 die Single The Celtic Soul Brothers und kurz danach Come On Eileen veröffentlicht wurde.
Come On Eileen wurde ein internationaler Hit, der im April 1983 unter anderem in den britischen Charts wie auch in den Billboard Hot 100 der Vereinigten Staaten ein Nummer-eins-Hit wurde. Das kurz danach unter Kevin Rowland & Dexys Midnight Runners veröffentlichte Lied Jackie Wilson Said (I’m in Heaven When You Smile), eine Coverversion eines Songs von Van Morrison stieg in den britischen Charts bis auf Platz 5.
Nach dem Erfolg des Albums und der Single Come On Eileen trennten sich die Bläser „Big“ Jim Paterson, Paul Speare und Brian Maurice von den Dexys Midnight Runners und gründeten The TKO Horns. Die Dexys Midnight Runners nahmen sich zwei Jahre Auszeit und veröffentlichten 1985 in reduzierter Belegung das Album Don’t Stand Me Down, bei dem außer Helen O’Hara kein Mitglied von The Emerald Express mehr beteiligt war.

## Diskografie
The Emerald Express hat keine eigenen Alben und Singles veröffentlicht, alle Veröffentlichungen erfolgten gemeinsam mit Dexys Midnight Runners.
Alben
- Too-Rye-Ay

Singles
- 1983: The Celtic Soul Brothers
- 1983: Come on Eileen

## Belege
1. 1 2  Bandgeschichte der Dexys Midnight Runners auf der offiziellen Homepage; Abgerufen am 18. Februar 2015.
2. 1 2  Jon Kutner: Dexys Midnight Runners & The Emerald Express. In: 1000 UK Number One Hits (Google-eBook); abgerufen am 18. Februar 2015.
3. ↑  Quellen Chartplatzierungen: DE / AT / CH / UK, abgerufen am 16. Juni 2015.
4. ↑  Top Pop Singles 1955-2006 von Joel Whitburn, Record Research 2007, ISBN 978-0-89820-172-7